# Sidney Hayers
Sidney Hayers est un réalisateur et monteur britannique, né le 24 août 1921 à Édimbourg (Écosse, Royaume-Uni), et mort le 8 février 2000 à Altea (Espagne).

## Filmographie

### comme réalisateur
- 1958 : Violent Moment (en)
- 1959 : The White Trap (en)
- 1960 : Le Cirque des horreurs (Circus of Horrors)
- 1960 : Le Mystère Malpas (en) (The Malpas Mystery)
- 1961 : Echo of Barbara (en)
- 1961 : Les Gangsters (Payroll)
- 1962 : Brûle, sorcière, brûle ! (Night of the Eagle)
- 1963 : La Rue du péché (en) (This Is My Street)
- 1965 : Three Hats for Lisa (en)
- 1966 : L'Aventure sauvage (The Trap)
- 1966 : Minibombe et Minijupes (Finders Keepers)
- 1969 : L'Étoile du sud (The Southern Star)
- 1970 : Mister Jerico (en) (TV)
- 1971 : Feux dans la ville (en) (The Firechasers)
- 1971 : Violence en sous-sol (en) (Revenge)
- 1971 : Meurtre à haute tension (Assault)
- 1972 : All Coppers Are... (en)
- 1974 : Cet emmerdeur de Charly (en) (What Changed Charley Farthing?)
- 1974 : Mortelle rencontre (Deadly Strangers)
- 1975 : Diagnostic : Meurtre (Diagnosis: Murder)
- 1975 : King Arthur, the Young Warlord
- 1976 : One Away (en)
- 1979 : The Seekers (TV)
- 1980 : Condominium (TV)
- 1982 : Le Trésor d'Al Capone (Terror at Alcatraz) (TV)

### comme monteur
- 1948 : Warning to Wantons
- 1949 : Stop Press Girl (en)
- 1950 : Prelude to Fame
- 1951 : White Corridors (en)
- 1951 : Peppino e Violetta
- 1952 : Something Money Can't Buy
- 1953 : Recoil (en)
- 1953 : Deadly Nightshade
- 1954 : Romeo et Juliette (Romeo and Juliet)
- 1955 : Passage Home
- 1956 : Ma vie commence en Malaisie (A Town Like Alice)
- 1956 : La Maison des secrets (House of Secrets)
- 1957 : Marée haute à midi (High Tide at Noon)
- 1957 : L'Évadé du camp 1 (The One That Got Away)
- 1958 : Violent Moment
- 1958 : Atlantique, latitude 41° (A Night to Remember)
- 1959 : Les Yeux du témoin (Tiger Bay)
- 1960 : Le Cirque des horreurs (Circus of Horrors)